# Tepoztlán
Tepoztlán é um município do estado de Morelos, no México.
A aldeia de Tepoztlán está rodeada de penhascos sobre os quais se ergue a pirâmide de Tepozteco. Fica a oitenta quilómetros a norte da Cidade do México. A lenda diz que em Tepoztlán nasceu Quetzalcóatl, o Deus serpente dos aztecas. Hoje é meca de viajantes em busca de energias positivas.